# Liste der Nummer-eins-Hits in Dänemark (2023)
Dies ist eine Liste der Nummer-eins-Hits in Dänemark (inklusive Grönland und Färöer) im Jahr 2023. Sie basiert auf den offiziellen Album Top-40 und Track Top-40, die im Auftrag von IFPI Dänemark erstellt werden.

## Singles
| ← 2022 ← | Liste der Nummer-eins-Hits in Dänemark | Liste der Nummer-eins-Hits in Dänemark | Liste der Nummer-eins-Hits in Dänemark | 2024 →                                                                                          |
| \| Zeitraum \| Wo. ges. \| Interpret \| Titel Autor(en) \| Zusätzliche Informationen \| \| (Zeitraum, Wochen auf Platz eins, Interpret, Titel, Autor[en], zusätzliche Informationen) \| \| \| \| \| \| ----------------------------------------------------------------------------------------- \| -------- \| ------------------------------ \| -------------------------------------------------------------------------------------------------------------------------------------------------------------------------- \| ----------------------------------------------------------------------------------------------- \| \| 28. Dezember 2022 – 10. Januar 2023 2 Wochen \| 2 \| Malte Ebert \| Julehjertets hemmelighed Peter Alfred Unruh Thomas, Malte Fynboe Manniche Ebert \| – \| \| 11. Januar 2023 – 17. Januar 2023 1 Woche (insgesamt 8) \| 8 \| Tobias Rahim \| Flyvende Faduma Tobias Rahim Secilmis Hasling, Arto Louis Eriksen, Frederik Tao Nordsø Schjoldan \| – \| \| 18. Januar 2023 – 24. Januar 2023 1 Woche \| 1 \| Raye feat. 070 Shake \| Escapism Rachel Agatha Keen, Danielle Balbuena, Michael Harris Sabath \| – \| \| 25. Januar 2023 – 7. März 2023 6 Wochen (insgesamt 10) \| 10 \| Miley Cyrus \| Flowers Miley Ray Cyrus, Michael Ross Pollack, Gregory Aldae Hein \| – \| \| 8. März 2023 – 21. März 2023 2 Wochen \| 2 \| Topgunn \| For altid Kristian Malthe Jensen, Sylvester Tiedj Løkken, Oliver Gammelgaard Nielsen \| – \| \| 22. März 2023 – 18. April 2023 4 Wochen (insgesamt 10) \| 10 \| Miley Cyrus \| Flowers Miley Ray Cyrus, Michael Ross Pollack, Gregory Aldae Hein \| – \| \| 19. April 2023 – 23. Mai 2023 5 Wochen \| 5 \| Danser Med Piger feat. Topgunn \| God pige Anders Haarder Gregersen, Andreas Fejer Hermansen, Daniel Mølgaard Christensen, Oskar Krogager Ringgaard, Victor Emil Hahn Prirsching, Oliver Gammelgaard Nielsen \| – \| \| 24. Mai 2023 – 20. Juni 2023 4 Wochen \| 4 \| Ukendt Kunstner \| Uden dig Hans Philip \| – \| \| 21. Juni 2023 – 19. September 2023 13 Wochen \| 13 \| Gobs \| Tak for sidst Victor Gaardbo, Tim Steinbach, Mark Steinbach \| – \| \| 20. September 2023 – 26. September 2023 1 Woche \| 1 \| D1ma \| I Know D1ma, Martin René Falkebo \| – \| \| 27. September 2023 – 17. Oktober 2023 3 Wochen \| 3 \| Tate McRae \| Greedy Amy Rose Allen, Jasper Lee Harris, Ryan Benjamin Tedder, Tate Rosner McRae \| – \| \| 18. Oktober 2023 – 14. November 2023 4 Wochen \| 4 \| Gilli \| Skarpt lys Kian Rosenberg Larsen, Nicki Pooyandeh \| zum 15. Mal setzt sich der Rapper aus Rødovre als Hauptinterpret an die Spitze der Singlecharts \| \| 15. November 2023 – 5. Dezember 2023 3 Wochen (insgesamt 8) \| 8 \| Gilli feat. Kesi \| 555 Kian Rosenberg Larsen, Nicki Pooyandeh, Oliver Kesi Chambuso \| – \| \| 6. Dezember 2023 – 9. Januar 2024 5 Wochen (insgesamt 17) \| 17 \| Wham! \| Last Christmas George Michael \| – \| |                                        |                                        | |                                                                                                 |
| ← 2022 |                                        |                                        | | → 2024 →                                                                                        |
| Zeitraum | Wo. ges.                               | Interpret                              | Titel Autor(en) | Zusätzliche Informationen                                                                       |
| (Zeitraum, Wochen auf Platz eins, Interpret, Titel, Autor[en], zusätzliche Informationen) |                                        |                                        | |                                                                                                 |
| 28. Dezember 2022 – 10. Januar 2023 2 Wochen | 2                                      | Malte Ebert                            | Julehjertets hemmelighed Peter Alfred Unruh Thomas, Malte Fynboe Manniche Ebert                                                                                            | –                                                                                               |
| 11. Januar 2023 – 17. Januar 2023 1 Woche (insgesamt 8) | 8                                      | Tobias Rahim                           | Flyvende Faduma Tobias Rahim Secilmis Hasling, Arto Louis Eriksen, Frederik Tao Nordsø Schjoldan                                                                           | –                                                                                               |
| 18. Januar 2023 – 24. Januar 2023 1 Woche | 1                                      | Raye feat. 070 Shake                   | Escapism Rachel Agatha Keen, Danielle Balbuena, Michael Harris Sabath | –                                                                                               |
| 25. Januar 2023 – 7. März 2023 6 Wochen (insgesamt 10) | 10                                     | Miley Cyrus                            | Flowers Miley Ray Cyrus, Michael Ross Pollack, Gregory Aldae Hein | –                                                                                               |
| 8. März 2023 – 21. März 2023 2 Wochen | 2                                      | Topgunn                                | For altid Kristian Malthe Jensen, Sylvester Tiedj Løkken, Oliver Gammelgaard Nielsen                                                                                       | –                                                                                               |
| 22. März 2023 – 18. April 2023 4 Wochen (insgesamt 10) | 10                                     | Miley Cyrus                            | Flowers Miley Ray Cyrus, Michael Ross Pollack, Gregory Aldae Hein | –                                                                                               |
| 19. April 2023 – 23. Mai 2023 5 Wochen | 5                                      | Danser Med Piger feat. Topgunn         | God pige Anders Haarder Gregersen, Andreas Fejer Hermansen, Daniel Mølgaard Christensen, Oskar Krogager Ringgaard, Victor Emil Hahn Prirsching, Oliver Gammelgaard Nielsen | –                                                                                               |
| 24. Mai 2023 – 20. Juni 2023 4 Wochen | 4                                      | Ukendt Kunstner                        | Uden dig Hans Philip | –                                                                                               |
| 21. Juni 2023 – 19. September 2023 13 Wochen | 13                                     | Gobs                                   | Tak for sidst Victor Gaardbo, Tim Steinbach, Mark Steinbach | –                                                                                               |
| 20. September 2023 – 26. September 2023 1 Woche | 1                                      | D1ma                                   | I Know D1ma, Martin René Falkebo | –                                                                                               |
| 27. September 2023 – 17. Oktober 2023 3 Wochen | 3                                      | Tate McRae                             | Greedy Amy Rose Allen, Jasper Lee Harris, Ryan Benjamin Tedder, Tate Rosner McRae                                                                                          | –                                                                                               |
| 18. Oktober 2023 – 14. November 2023 4 Wochen | 4                                      | Gilli                                  | Skarpt lys Kian Rosenberg Larsen, Nicki Pooyandeh | zum 15. Mal setzt sich der Rapper aus Rødovre als Hauptinterpret an die Spitze der Singlecharts |
| 15. November 2023 – 5. Dezember 2023 3 Wochen (insgesamt 8) | 8                                      | Gilli feat. Kesi                       | 555 Kian Rosenberg Larsen, Nicki Pooyandeh, Oliver Kesi Chambuso | –                                                                                               |
| 6. Dezember 2023 – 9. Januar 2024 5 Wochen (insgesamt 17) | 17                                     | Wham!                                  | Last Christmas George Michael | –                                                                                               |

## Alben
| ← 2022 ← | Liste der Nummer-eins-Hits in Dänemark | Liste der Nummer-eins-Hits in Dänemark | Liste der Nummer-eins-Hits in Dänemark | 2024 → |
| \| Zeitraum \| Wo. ges. \| Interpret \| Titel \| Zusätzliche Informationen \| \| (Zeitraum, Wochen auf Platz eins, Interpret, Titel, zusätzliche Informationen) \| \| \| \| \| \| ------------------------------------------------------------------------------ \| -------- \| ------------------- \| --------------------------- \| ------------------------------------------------------------------------------------------------------------------------------------------------------- \| \| 21. Dezember 2022 – 10. Januar 2023 3 Wochen (insgesamt 23) \| 23 \| Michael Bublé \| Christmas \| – \| \| 11. Januar 2023 – 31. Januar 2023 3 Wochen (insgesamt 17) \| 17 \| Tobias Rahim \| Når sjælen kaster op \| – \| \| 1. Februar 2023 – 7. Februar 2023 1 Woche \| 1 \| Lukas Graham \| 4 (The Pink Album) \| – \| \| 8. Februar 2023 – 21. Februar 2023 2 Wochen \| 2 \| Artigeardit \| Længe leve \| – \| \| 22. Februar 2023 – 21. März 2023 4 Wochen \| 4 \| Gobs \| Knuste hjerter heler aldrig \| – \| \| 22. März 2023 – 28. März 2023 1 Woche \| 1 \| Stepz \| Dit liv dit valg \| – \| \| 29. März 2023 – 4. April 2023 1 Woche \| 1 \| D1ma \| Ev1gt&alt1d \| – \| \| 5. April 2023 – 11. April 2023 1 Woche \| 1 \| Depeche Mode \| Memento mori \| – \| \| 12. April 2023 – 25. April 2023 2 Wochen (insgesamt 17) \| 17 \| Tobias Rahim \| Når sjælen kaster op \| – \| \| 26. April 2023 – 2. Mai 2023 1 Woche \| 1 \| Metallica \| 72 Seasons \| – \| \| 3. Mai 2023 – 16. Mai 2023 2 Wochen (insgesamt 17) \| 17 \| Tobias Rahim \| Når sjælen kaster op \| – \| \| 17. Mai 2023 – 24. Mai 2023 1 Woche \| 1 \| Benny Jamz \| Ny sejr \| – \| \| 24. Mai 2023 – 20. Juni 2023 4 Wochen \| 4 \| Ukendt Kunstner \| Dansktop \| – \| \| 21. Juni 2023 – 4. Juli 2023 2 Wochen \| 2 \| Christopher \| A Beautiful Life \| Das Album ist zugleich Soundtrack der gleichnamigen Netflix-Musikromanze mit Christopher Lund Nissen in der Hauptrolle als neu entdeckter Musikstar.[1] \| \| 5. Juli 2023 – 8. August 2023 5 Wochen (insgesamt 17) \| 17 \| Tobias Rahim \| Når sjælen kaster op \| – \| \| 9. August 2023 – 29. August 2023 3 Wochen \| 3 \| Travis Scott \| Utopia \| – \| \| 30. August 2023 – 12. September 2023 2 Wochen (insgesamt 17) \| 17 \| Tobias Rahim \| Når sjælen kaster op \| – \| \| 13. September 2023 – 17. Oktober 2023 5 Wochen \| 5 \| Lamin & Artigeardit \| Nu hvor vi er her \| – \| \| 18. Oktober 2023 – 24. Oktober 2023 1 Woche \| 1 \| Drake \| For All the Dogs \| – \| \| 25. Oktober 2023 – 31. Oktober 2023 1 Woche \| 1 \| Topgunn \| DK Goat \| – \| \| 1. November 2023 – 7. November 2023 1 Woche \| 1 \| The Rolling Stones \| Hackney Diamonds \| – \| \| 8. November 2023 – 14. November 2023 1 Woche \| 1 \| Taylor Swift \| 1989 (Taylor’s Version) \| – \| \| 15. November 2023 – 21. November 2023 1 Woche (insgesamt 8) \| 8 \| Gilli \| Kiko Club \| – \| \| 22. November 2023 – 28. November 2023 1 Woche \| 1 \| Jamaika \| Championship \| – \| \| 29. November 2023 – 12. Dezember 2023 2 Wochen (insgesamt 8) \| 8 \| Gilli \| Kiko Club \| – \| \| 13. Dezember 2023 – 9. Januar 2024 4 Wochen (insgesamt 23) \| 23 \| Michael Bublé \| Christmas \| – \| |                                        |                                        |                                        | |
| ← 2022 |                                        |                                        |                                        | → 2024 → |
| Zeitraum | Wo. ges.                               | Interpret                              | Titel                                  | Zusätzliche Informationen |
| (Zeitraum, Wochen auf Platz eins, Interpret, Titel, zusätzliche Informationen) |                                        |                                        |                                        | |
| 21. Dezember 2022 – 10. Januar 2023 3 Wochen (insgesamt 23) | 23                                     | Michael Bublé                          | Christmas                              | – |
| 11. Januar 2023 – 31. Januar 2023 3 Wochen (insgesamt 17) | 17                                     | Tobias Rahim                           | Når sjælen kaster op                   | – |
| 1. Februar 2023 – 7. Februar 2023 1 Woche | 1                                      | Lukas Graham                           | 4 (The Pink Album)                     | – |
| 8. Februar 2023 – 21. Februar 2023 2 Wochen | 2                                      | Artigeardit                            | Længe leve                             | – |
| 22. Februar 2023 – 21. März 2023 4 Wochen | 4                                      | Gobs                                   | Knuste hjerter heler aldrig            | – |
| 22. März 2023 – 28. März 2023 1 Woche | 1                                      | Stepz                                  | Dit liv dit valg                       | – |
| 29. März 2023 – 4. April 2023 1 Woche | 1                                      | D1ma                                   | Ev1gt&alt1d                            | – |
| 5. April 2023 – 11. April 2023 1 Woche | 1                                      | Depeche Mode                           | Memento mori                           | – |
| 12. April 2023 – 25. April 2023 2 Wochen (insgesamt 17) | 17                                     | Tobias Rahim                           | Når sjælen kaster op                   | – |
| 26. April 2023 – 2. Mai 2023 1 Woche | 1                                      | Metallica                              | 72 Seasons                             | – |
| 3. Mai 2023 – 16. Mai 2023 2 Wochen (insgesamt 17) | 17                                     | Tobias Rahim                           | Når sjælen kaster op                   | – |
| 17. Mai 2023 – 24. Mai 2023 1 Woche | 1                                      | Benny Jamz                             | Ny sejr                                | – |
| 24. Mai 2023 – 20. Juni 2023 4 Wochen | 4                                      | Ukendt Kunstner                        | Dansktop                               | – |
| 21. Juni 2023 – 4. Juli 2023 2 Wochen | 2                                      | Christopher                            | A Beautiful Life                       | Das Album ist zugleich Soundtrack der gleichnamigen Netflix-Musikromanze mit Christopher Lund Nissen in der Hauptrolle als neu entdeckter Musikstar. |
| 5. Juli 2023 – 8. August 2023 5 Wochen (insgesamt 17) | 17                                     | Tobias Rahim                           | Når sjælen kaster op                   | – |
| 9. August 2023 – 29. August 2023 3 Wochen | 3                                      | Travis Scott                           | Utopia                                 | – |
| 30. August 2023 – 12. September 2023 2 Wochen (insgesamt 17) | 17                                     | Tobias Rahim                           | Når sjælen kaster op                   | – |
| 13. September 2023 – 17. Oktober 2023 5 Wochen | 5                                      | Lamin & Artigeardit                    | Nu hvor vi er her                      | – |
| 18. Oktober 2023 – 24. Oktober 2023 1 Woche | 1                                      | Drake                                  | For All the Dogs                       | – |
| 25. Oktober 2023 – 31. Oktober 2023 1 Woche | 1                                      | Topgunn                                | DK Goat                                | – |
| 1. November 2023 – 7. November 2023 1 Woche | 1                                      | The Rolling Stones                     | Hackney Diamonds                       | – |
| 8. November 2023 – 14. November 2023 1 Woche | 1                                      | Taylor Swift                           | 1989 (Taylor’s Version)                | – |
| 15. November 2023 – 21. November 2023 1 Woche (insgesamt 8) | 8                                      | Gilli                                  | Kiko Club                              | – |
| 22. November 2023 – 28. November 2023 1 Woche | 1                                      | Jamaika                                | Championship                           | – |
| 29. November 2023 – 12. Dezember 2023 2 Wochen (insgesamt 8) | 8                                      | Gilli                                  | Kiko Club                              | – |
| 13. Dezember 2023 – 9. Januar 2024 4 Wochen (insgesamt 23) | 23                                     | Michael Bublé                          | Christmas                              | – |